# 熊本県道32号小川嘉島線
熊本県道32号小川嘉島線（くまもとけんどう32ごう おがわかしません）は、熊本県宇城市から上益城郡嘉島町に至る県道（主要地方道）である。

## 概要
宇城市小川町西北小川から上益城郡嘉島町大字上島に至る。
2016年（平成28年）4月16日に発生した熊本地震の本震により、上益城郡甲佐町にある九州自動車道と立体交差する跨道橋「府領第一橋」が落橋し、2019年（平成31年）3月13日まで当該区間は通行止めとなっていた。
熊本市南区城南町から上益城郡嘉島町に至る緑川を渡るルートが事実上未確定となっており、未供用（不通）区間が生じている。また、不通区間の直前の熊本県道240号今吉野甲佐線との重複区間は道幅が狭くなっている。

### 路線データ
- 起点：熊本県宇城市小川町西北小川（西北小川交差点、国道3号交点）
- 終点：熊本県上益城郡嘉島町大字上島（嘉島町上島交差点、国道445号交点、熊本県道106号嘉島甲佐線起点）
- 総延長：23.0 km[注釈 1]

## 歴史
- 1993年（平成5年）5月11日 - 建設省から、県道小川嘉島線が小川嘉島線として主要地方道に指定される[4]。

## 路線状況

### 重複区間
- 熊本県道38号宇土甲佐線（熊本市南区城南町塚原 - 上益城郡甲佐町大字田口）
- 熊本県道240号今吉野甲佐線（上益城郡甲佐町大字田口 - 熊本市南区城南町築地）
- 熊本県道106号嘉島甲佐線（上益城郡嘉島町大字上島）

### 道路施設

#### 橋梁
- 納野橋（宇城市）
- 豊田橋（浜戸川、熊本市南区）
- 森崎橋（御船川、上益城郡嘉島町）

## 地理

### 通過する自治体
- 宇城市
- 熊本市（南区）
- 上益城郡甲佐町
- 熊本市（南区）
- 上益城郡嘉島町

### 交差する道路
| 交差する道路                                                               | 市町村名 | 市町村名 | 交差する場所   | 交差する場所                |
| -------------------------------------------------------------------------- | -------- | -------- | -------------- | --------------------------- |
| 国道3号 国道219号 重複                                                     | 宇城市   | 宇城市   | 小川町西北小川 | 西北小川交差点交差点 / 起点 |
| 熊本県道52号小川泉線                                                       | 宇城市   | 宇城市   | 小川町東小川   |                             |
| 熊本県道105号甲佐小川線                                                    | 宇城市   | 宇城市   | 小川町北海東   |                             |
| 熊本県道244号下郷北新田線                                                  | 宇城市   | 宇城市   | 豊野町下郷     |                             |
| 国道218号                                                                  | 宇城市   | 宇城市   | 豊野町山崎     | 豊野町山崎交差点            |
| 熊本県道38号宇土甲佐線 重複区間起点                                        | 熊本市   | 南区     | 城南町塚原     |                             |
| 熊本県道38号宇土甲佐線 重複区間終点 熊本県道240号今吉野甲佐線 重複区間起点 | 上益城郡 | 甲佐町   | 大字田口       |                             |
| 熊本県道240号今吉野甲佐線 重複区間終点                                     | 熊本市   | 南区     | 城南町築地     |                             |
| 未供用区間                                                                 |          |          |                |                             |
| 熊本県道106号嘉島甲佐線 重複区間起点                                       | 上益城郡 | 嘉島町   | 大字上島       |                             |
| 国道445号 熊本県道104号熊本浜線 重複 熊本県道106号嘉島甲佐線 重複区間終点  | 上益城郡 | 嘉島町   | 大字上島       | 嘉島町上島交差点 / 終点     |

### 沿線
- 宇城市立小川小学校
- 海東郵便局
- 宇城市立海東小学校
- 観音山総合運動公園
- ワールドカントリー倶楽部 熊本コース
- 宇城市役所 豊野支所
- 緑川